# ۱۵۵۵ (میلادی)
۱۵۵۵ (میلادی) هزار و پانصد و پنجاه و پنجمین سال تقویم میلادی است.

## رویدادها
پیمان آماسیه میان ایران صفوی و عثمانی 

## ژانویه تا ژوئن
- ۲۲ ژانویه - سرنگونی پادشاهی آوا در برمه علیا.
- ۲ فوریه - رژیم غذایی آوگسبورگ آغاز می‌شود.
- ۴ فوریه -  جان راجرز، در لندن سوزانده شد و نخستین «شهید» پروتستان در دوره ماری اول انگلستان به‌شمار آمد.
- ۸ فوریه - لورنس ساندرز تبدیل به دومین «شهید» پروتستان دوره ماری در انگلستان شد.
- ۹ فوریه - رولند تیلور،  پیشوای هادلی و جان هوپر، اسقف برکنارشده گلاسستر، در انگلستان سوزانده شدند.
- ۱۰ آوریل - مارسلوس دوم به عنوان ۲۲۲امین پاپ جانشیان داد.

### ژوئیه تا دسامبر
- ۱۲ ژوئیه - ایجاد اولین گتو یهودی در رم توسط پاپ پل چهارم.

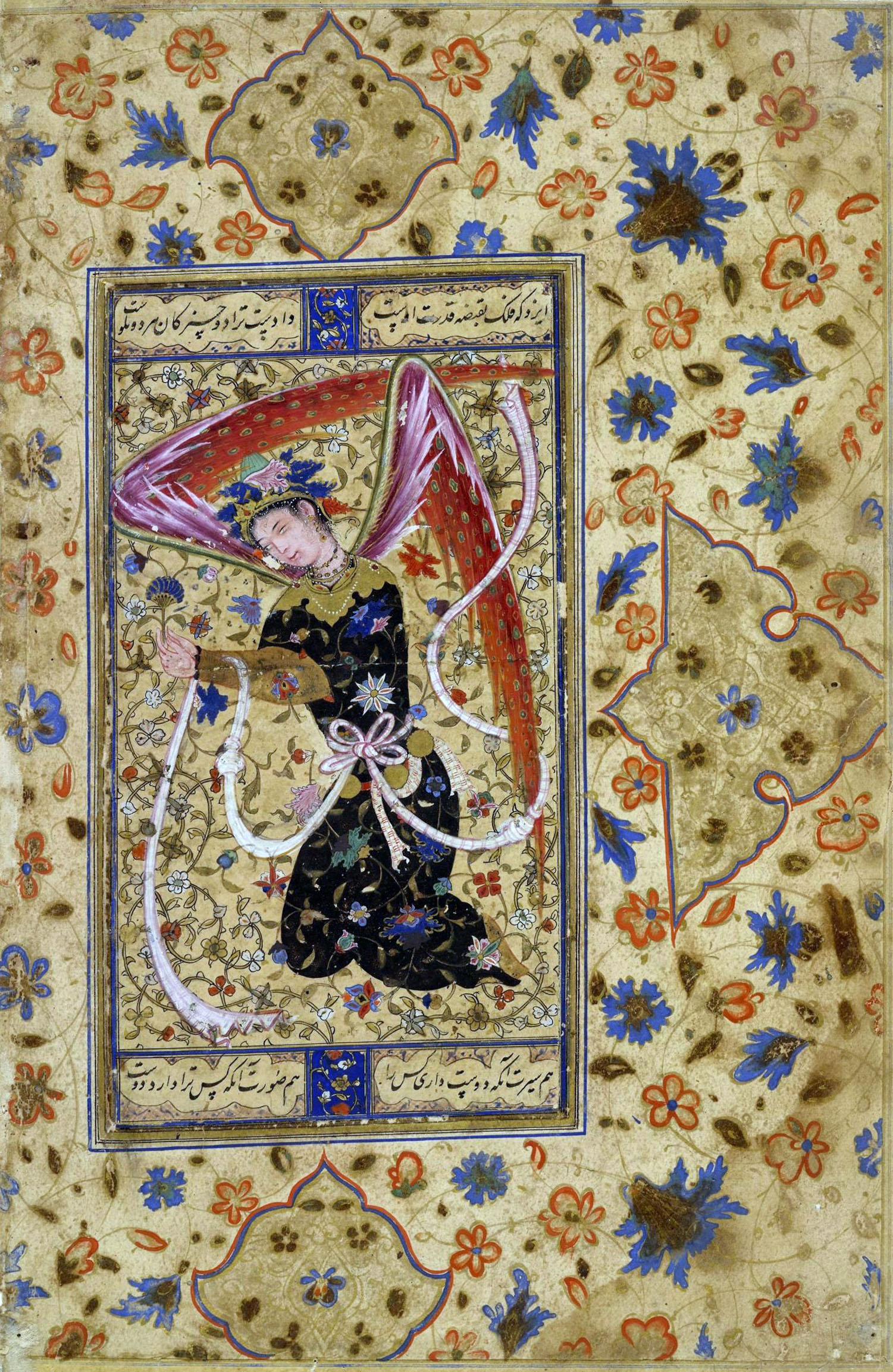
فرشته به سبک نقاشی ایرانی و رباعی از ابوسعید ابوالخیر متعلق ۱۵۵۵ میلادی در برگ یک کتاب

## درگذشتگان
‎